# 伊萊斯 (納里尼奧省)
伊萊斯是哥倫比亞的城鎮，位於該國西南部，由納里尼奧省負責管轄，距離首府帕斯托65公里，始建於1711年，面積82平方公里，海拔高度2,693米，2005年人口7,867。
0°58′N 77°31′W / 0.967°N 77.517°W